# 金田車站
金田車站（日语：〔〕／ Kanada eki */?）是位於日本福岡縣田川郡福智町金田、隸屬於平成筑豐鐵道的鐵路車站。本站是平成筑豐鐵道所屬的伊田線與糸田線兩路線之交會點，也是該公司的總社與車輛基地所在地，因此不同路線上的隨車人員都是在此站換班。
除了兩條客運路線外，金田車站原本也是三井礦山水泥專用貨運支線與該公司主線的分岔點，但該貨運支線已於2004年3月25日時廢線。

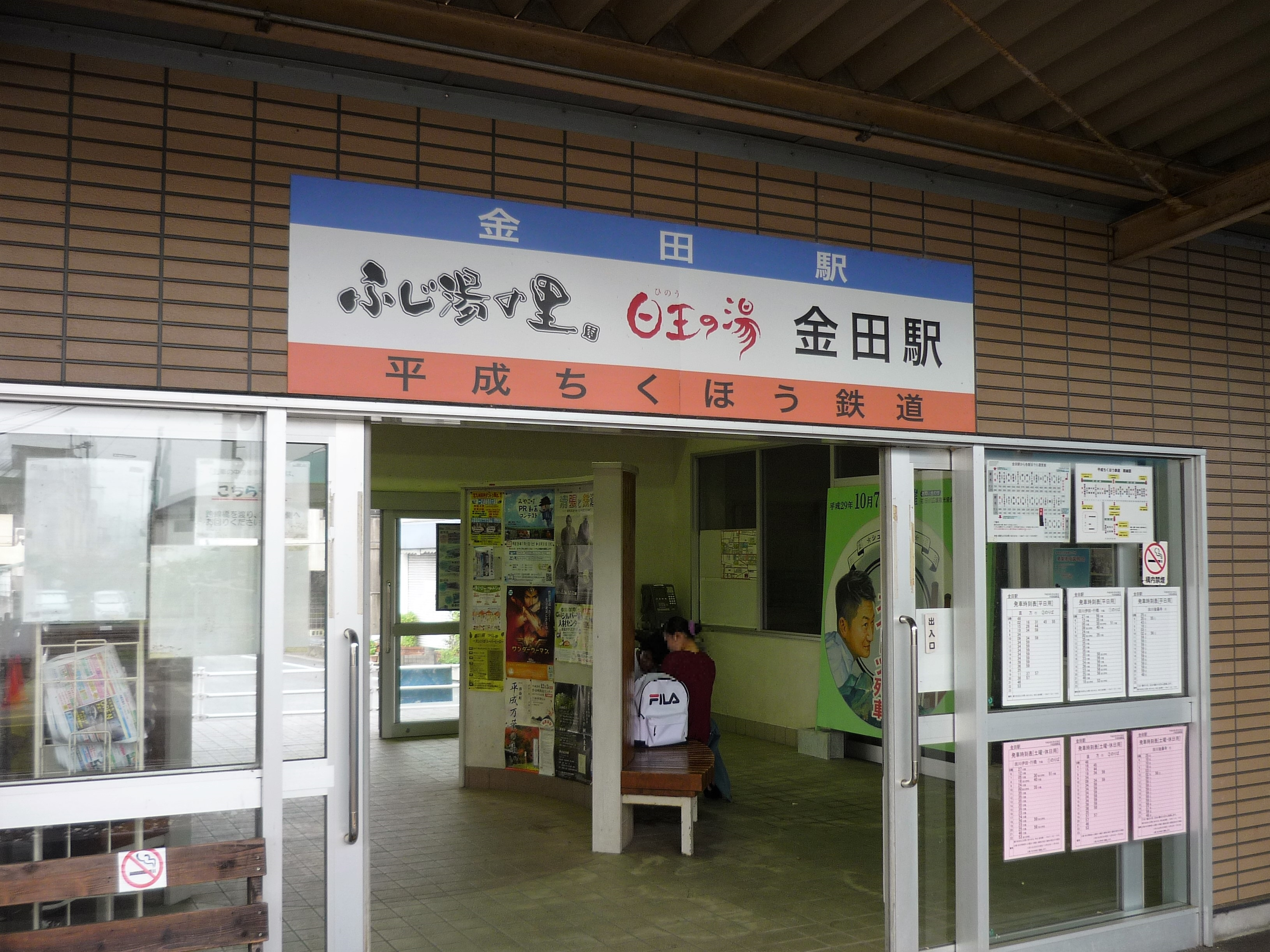
車站入口（2017年9月）

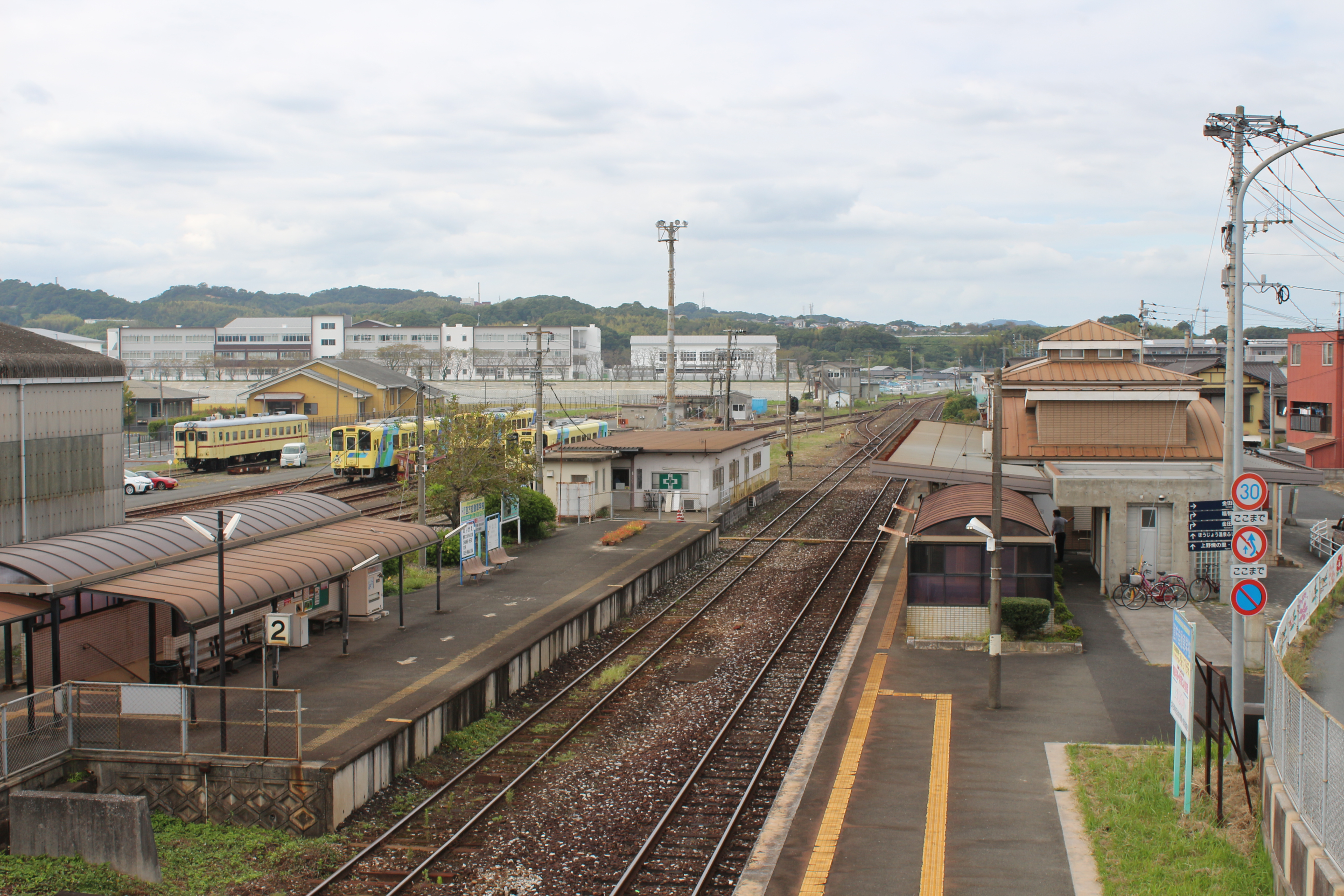
月台全景（2020年10月）

## 車站結構
本站採平面車站設計，配置有一座側式與一座島式月台共三條乘車線。站區內設有車輛基地。

## 相鄰車站
平成筑豐鐵道
■伊田線
人見－金田－上金田
■糸田線
金田－豐前大熊

## 外部連結
平成筑豐鐵道 – 金田站 （页面存档备份，存于）（日語）
33°40′58″N 130°46′36″E / 33.68278°N 130.77667°E